# مصرف سبز
مصرف سبز ارتباط تنگاتنگی با مفاهیم توسعه پایدار یا رفتار پایدار مصرف کننده دارد. این نوعی مصرف است که با رویکرد محافظت از محیط زیست برای نسل حاضر و نسلهای بعدی همسو است. این مفهومی است که مسئولیت یا مشارکت مشترک مصرف کنندگان برای رسیدگی به مشکلات زیست‌محیطی از طریق اتخاذ رفتارهای سازگار با محیط زیست، مانند استفاده از محصولات ارگانیک ، انرژی پاک و تجدیدپذیر و انجام تحقیقات برای تولید کالاهای با تأثیر زیست‌محیطی صفر یا تقریباً صفر (زباله صفر، خودرو بدون آلاینده، ساختمان با جمع تولید و مصرف انرژی صفر و غیره)
در جوامع غربی، ایده مصرف سبز در دهه ۱۹۶۰ و اوایل ۱۹۷۰ با افزایش آگاهی از ضرورت حفاظت از محیط زیست و سلامت مردم در برابر اثرات ناشی از آلاینده‌های صنعتی و همچنین رشد مستمر اقتصادی و جمعیتی به وجود آمد. در دهه ۱۹۸۰، اولین مارک‌های «سبز» آمریکایی شروع به ظهور و انفجار در بازار آمریکا کردند. در طول دهه ۱۹۹۰، محصولات سبز دارای رشد ملایم و متوسطی بودند و همچنان پدیده ای جذاب بودند. علاقه آمریکایی‌ها به محصولات سبز در اوایل دهه ۲۰۰۰ دوباره با سرعت بیشتری شروع به افزایش کرد و با وجود رکود اقتصادی، به رشد خود ادامه داد.

## منشأ و توسعه
منشأ ضرورت رفتار دوستانه با محیط زیست به دهه ۱۹۶۰ و ۷۰ بازمی‌گردد. به ویژه، پس از بحران نفتی ۱۹۷۳، کشورهای غربی به فکر استفاده از انرژی‌های تجدید پذیر به عنوان جایگزینی برای سوخت‌های فسیلی افتادند. امروزه مصرف سبز یک نقطه اساسی در اصلاحات زیست‌محیطی محسوب می‌شود و همچنین توسط سازمانهای فراملی مانند اتحادیه اروپا تضمین می‌شود. برخی از جامعه شناسان معتقدند که پس از افزایش جهانی شدن، مردم احساس ارتباط متقابل بیشتری با دیگران و محیط زیست می‌کنند، که منجر به افزایش آگاهی از مشکلات زیست‌محیطی جهانی، به ویژه در کشورهای غربی شد. مجامع اصلی که در آن موضوع مورد بحث قرار گرفته و دستورالعمل‌هایی برای جهت‌گیری دولت‌های ملی ارائه شده‌است عبارتند از: کنفرانس استکهلم ۱۹۷۲ سازمان محیط زیست در سازمان ملل متحد؛ IUCN 1980 استراتژی حفاظت از جهان؛ کمیسیون جهانی محیط زیست و توسعه در ۱۹۸۳ و ۱۹۸۷ بروندلند گزارش؛ ایتالیا ۱۹۹۳ طرح ملی توسعه پایدار؛ آلبرگ ۱۹۹۴، اولین کنفرانس اروپایی شهرهای پایدار؛ لیسبون ۱۹۹۶، دومین کنفرانس اروپایی شهرهای پایدار؛ هانوفر ۲۰۰۰، سومین کنفرانس شهرهای پایدار؛ اتحادیه اروپا در سال ۲۰۰۱، VI برنامه اقدام زیست‌محیطی ۲۰۰۲/۲۰۱۰؛ Aalborg +10 و تعهدات Aalborg در سال ۲۰۰۴.

## رفتار طرفدار محیط زیست
رفتار مصرف کننده سبز نوعی رفتار طرفدار محیط زیست است که می‌توان آن را به عنوان نوعی مصرف تعریف کرد که تا حد ممکن کمتر به محیط زیست آسیب می‌رساند یا حتی به نفع محیط زیست است. تحقیقات گذشته این ادعا را که رفتار مصرف کننده سبز یا طرفدار محیط زیست را به صورت تجربی، متشکل از موارد زیر دانسته‌است
- منظور از «رفتار حوزه خصوصی»، خرید، استفاده و دفع محصولات شخصی و خانگی است که تأثیرات زیست‌محیطی دارند[۵] مانند خودروها، حمل و نقل عمومی یا بازیافت[۴]
- «رفتار حوزه عمومی» به رفتاری گفته می‌شود که مستقیماً از طریق فعالیت‌های زیست‌محیطی یا غیرمستقیم از طریق تأثیرگذاری بر سیاست‌های عمومی، محیط را تحت تأثیر قرار می‌دهد،[۵] مانند مشارکت فعال در سازمانها و تظاهرات زیست‌محیطی (تأثیر مستقیم) یا دادخواست در مورد مسائل زیست‌محیطی (تأثیر غیر مستقیم)[۴]

عوامل زمینه ای مانند مشوق‌های پولی، هزینه‌ها، مقررات، هنجارهای سیاست عمومی، و همچنین عواملی که به صورت ذهنی درک می‌شوند مانند منابع موجود تأثیر زیادی بر رفتار محیط زیست دوستانه مصرف کننده دارند و در نتیجه آن مصرف سبز از طریق تأثیر غیر مستقیم نگرش‌ها. در مجموع، از طریق نگرش است که عوامل زمینه ای از قبیل میزان درک مصرف کنندگان از زمان، پول و قدرت در دسترس، تعدیل رفتارهای محیط زیستی به‌طور کلی و مصرف سبز به‌طور خاص درک می‌شود.

## رفتار مصرف کننده سبز
ما می‌توانیم رفتار مصرف کننده سبز را با ویژگی‌های زیر تعریف کنیم:
- «انتخاب در خرید، استفاده از محصول و پس از استفاده، مدیریت خانوار، رفتارهای جمعی و فعالانه مصرف کننده، منعکس کننده برخی از انگیزه‌های مرتبط با محیط زیست است»؛[۷]
- «خرید و استفاده از محصولاتی با تأثیرات زیست‌محیطی کمتر، مانند محصولات تجزیه پذیر، بسته‌بندی بازیافتی یا کاهش یافته و مصرف کم انرژی»؛[۸]
- استفاده از محصولات ارگانیک، تولید شده با فرایندهایی که باعث صرفه جویی در انرژی می‌شود، سپس با محصولات تولید شده با عمل بازیافت، در واقع مصرف کننده سبز "کسی است که محصولات و خدماتی را خریداری می‌کند که تصور می‌شود تأثیر مثبت (یا منفی کمتر) بر محیط دارند[…] "[۹]

ما می‌توانیم رفتار مصرف کننده سبز را زمانی که فردی اخلاقی رفتار کند، بیابیم، انگیزه یافتن نه تنها با نیازهای شخصی خود، بلکه با احترام و حفظ رفاه کل جامعه باشد، زیرا مصرف کننده سبز پیامدهای زیست‌محیطی (هزینه‌ها و فایده‌ها) مصرف خصوصی خود را در نظر می‌گیرد. انتظار می‌رود مصرف کنندگان سبز در استفاده از دارایی‌ها وظیفه‌شناسی بیشتری داشته باشند، به عنوان مثال با استفاده از کالاهای خود بدون اتلاف منابع وظیفه شناستر باشند. با این حال، بررسی یوروبارومتر از رفتار مصرف کنندگان (۲۰۱۳) نشان داد که به نظر می‌رسد مصرف کنندگان از اهمیت اتخاذ مجموعه ای از رفتارهای جدید که بیشتر با محیط زیست سازگار باشند آگاهی ندارند. در این گزارش می‌توان دریافت که حتی اگر درصد بسیار بالایی از شهروندان محصولات سبز (۸۰٪) خریداری می‌کنند، بیش از نیمی از آنها به عنوان رفتار گاه به گاه (۵۴٪) طبقه‌بندی می‌شوند و تنها یک چهارم آنها خریداران دائمی محصولات سبز هستند (۲۶ درصد) این واقعیت نشان می‌دهد که اکثر مردم به‌طور مداوم مانند مصرف کنندگان سبز رفتار نمی‌کنند، احتمالاً به دلیل بسیاری از محدودیت‌های اجتماعی و اقتصادی، مانند این واقعیت که محصولات سبز بسیار گرانتر از محصولات غیر سبز هستند و همچنین به این دلیل که همیشه یافتن کالاهای ارگانیک و بیولوژیکی برای هر دسته از افراد جامعه آسان نیست و خرده فروشان سبز چندان گسترده نیستند. برخی از محققان دریافتند که ارزشهای شخصی تعیین‌کننده تأثیرگذاری در مصرف هستند و رفتارهای حامی محیط زیست می‌تواند به عنوان نشانه ای از بعد شخصیت باشد. با در نظر گرفتن افق زمانی در کسب رفتار سبز، می‌توان دو نوع مصرف کننده را از هم تفکیک کرد:
1. مصرف کنندگان نوع پیشگیری، که وظیفه اخلاقی را در قبال سبک زندگی سبز احساس می‌کنند
2. از نوع ارتقاء، که بیشتر بر آرزوها و رویاهای خود متمرکز است و فشار زیادی را برای تنظیم سریع رفتار خود در جهت سازگارتر شدن با محیط زیست احساس نمی‌کند.[۱۰]

در تحقیقی دیگر تأثیر جنسیت و هویت اجتماعی بر مصرف سبز مشخص شد: "زنان در مقایسه با مردان شرکت کننده میزان مصرف پایدار بیشتری را اعلام کردند؛ اما هنگامی که هویت اجتماعی برجسته است، مردان نیت مصرف پایدار خود را به همان میزان زنان افزایش دادند. در این تحقیق دو نوع افراد شناسایی شده‌اند که جامعه آماری بیشتری دارند:
1. ارزشهای متعالی درونی، مانند زنان، که تمایل بیشتری به مصرف پایدار دارند
2. ارزشهای خود تقویت شده، مانند مردان، که علاقه چندانی به رفتار سبز ندارند

واقعیت این است که مصرف پایدار برای مردان راهی برای تقویت تصویر اجتماعی آنهاست و به دیگران نشان می‌دهد که به محیط زیست اهمیت می‌دهند، در عوض برای زنان مصرف پایدار ذاتاً مهم است. شواهد نشان می‌دهد که مصرف کنندگان سبز عمدتاً زنانی هستند که بین ۳۰ تا ۴۴ سال سن دارند و از تحصیلات خوبی برخوردارند و در خانواده ای با درآمد سالانه بالا هستند.

## زمینه‌های اصلی مصرف سبز توسعه یافته

### انرژی سبز
انرژی سبز شامل فرایندهای انرژی طبیعی است که می‌توان با آلودگی کمی از آن استفاده کرد.

### غذای سبز
در زمینه مواد غذایی، اخیراً تقاضا برای تولید مواد غذایی کمتر آسیب رسان به محیط زیست افزایش یافته‌است، که مردم را به خرید غذاهای ارگانیک و محلی بیشتر سوق می‌دهد. غذای ارگانیک از طریق کشاورزی تولید می‌شود که از کودهای شیمیایی مصنوعی و سموم دفع آفات استفاده نمی‌کند و حیواناتی که در شرایط طبیعی تر پرورش می‌یابند، بدون استفاده معمول از داروها ، آنتی‌بیوتیک‌ها و مکمل‌های معمول در دامداری‌های صنعتی. مصرف کنندگان همچنین می‌توانند به منظور کاهش تأثیرات اجتماعی و محیطی «غذاهای دور» - مسافتی که بین تولید و مصرف مواد غذایی طی می‌شود، غذای محلی را خریداری کنند. این رفتار می‌تواند احساس جدیدی از ارتباط با زمین را از طریق نگرانی برای اصالت و منشأ غذای خورده شده، با به‌کارگیری یک امر اجتماعی به اندازه نوآوری در فناوری‌ها، را ایجاد کند. علاوه بر این، نگرانی‌های مربوط به طعم، سلامتی و ایمنی می‌تواند دلایل دیگری در پشت این شیوه‌های مصرف باشد.

### مد سبز
"لباس اخلاقی به پوشاکی گفته می‌شود که تأثیر تولید و تجارت را بر محیط و افراد پشت لباس‌هایی که می‌پوشیم در نظر بگیرد. لباس اکو به همه لباس‌هایی گفته می‌شود که با استفاده از فرایندهای سازگار با محیط زیست تولید شده‌اند. این شامل منسوجات ارگانیک و مواد پایدار مانند کنف و غیر منسوجات مانند بامبو یا بطری‌های پلاستیکی بازیافت شده‌است. این محصول همچنین شامل محصولات بازیافتی (لباس‌های ساخته شده از لباس‌های بازیافتی از جمله محصولات قدیمی، نساجی و سایر مواد است و می‌توان آنها را مجدداً استفاده کرد) و الزاماً از الیاف ارگانیک تهیه نشده‌است. لباس‌های ارگانیک به معنای لباس‌هایی است که با حداقل استفاده از مواد شیمیایی و با حداقل آسیب به محیط زیست و تجارت عادلانه به منظور دستیابی به قیمت‌های بهتر، شرایط کاری مناسب، پایداری محلی و شرایط عادلانه برای کشاورزان و کارگران در کشورهای در حال توسعه تهیه شده‌است. "
سه دلیل اصلی که باعث خرید پارچه‌های ارگانیک می‌شود عبارتند از:
- حفاظت از محیط زیست؛
- تأثیر سلامتی؛
- نگرانی‌های اخلاقی

دغدغه مهم دیگر مربوط به صنعت نساجی و پوشاک است که آلودگی زیادی ایجاد می‌کند و منابع زیادی را مصرف می‌کند. استفاده نادرست و دفع محصولات پوشاک مشکلات را بسیار شدیدتر می‌کند. مصرف کنندگان نگران این مسائل (زیست‌محیطی) هستند و بهترین انگیزه را دارند تا رفتارهای خود را در اقدامات بشردوستانه یا دوستدار محیط زیست که با منافع مالی و پایداری آنها سازگار است تغییر دهند. یک استراتژی عینی و پایدار استفاده مجدد از پارچه‌ها است. بازیافت منسوجات روشی برای فرآوری مجدد پوشاک، مواد فیبری و ضایعات لباس در فرایند تولید است. این اقدام می‌تواند آلودگی تولید و مصرف منابع را کاهش دهد. جهان با یکی از بدترین بحران‌های اقتصادی روبرو شده‌است که بر همه صنایع از جمله مد و تجمل تأثیر می‌گذارد. به این ترتیب مصرف مدیریت شده در حال تبدیل شدن به یک قاعده ضمنی است. مصرف کنندگان به اصل و جنس لباس‌هایی که می‌خرند و مضر بودن آنها برای محیط زیست توجه می‌کنند. همچنین، مسئله اعتماد مطرح می‌شود و برچسب تأیید منشأ ارگانیک به شدت مورد نیاز است. اما مصرف کنندگان اغلب اطلاعات کافی از مد سبز ندارند یا شاید از وجود جایگزین‌های مد سبز برای مد سنتی بزرگسالان بی اطلاع هستند؛ بنابراین، نیاز به ایجاد آگاهی و آگاهی بیشتر مصرف کنندگان در مورد ماهیت مد ارگانیک وجود دارد.

## کتابشناسی - فهرست کتب
- Banbury, Catherine; Stinerock, Robert; Subrahmanyan, Saroja (April 2012). "Sustainable consumption: Introspecting across multiple lived cultures". Journal of Business Research. 65 (4): 497–503. doi:10.1016/j.jbusres.2011.02.028.
- A. Bayley, T. Strange، ۲۰۰۸، توسعه پایدار. پیوند اقتصاد، جامعه، محیط زیست، بینش OECD
- Miniero, Giulia; Codini, Anna; Bonera, Michelle; Corvi, Elisabetta; Bertoli, Giuseppe (September 2014). "Being green: from attitude to actual consumption: Being green". International Journal of Consumer Studies. 38 (5): 521–528. doi:10.1111/ijcs.12128.
- G. Bologna, Natura in bancarotta: verso le nuove regole dell'economia nell'era dell'Antropocene, http://www.greenreport.it/rubriche/natura-in-bancarotta-verso-nuove-regole-delleconomia-nellera- dellantropocene/#prettyPhoto [فیلم ویدیویی]/۰/
- Costa Pinto, Diego; Herter, Márcia M.; Rossi, Patricia; Borges, Adilson (September 2014). "Going green for self or for others? Gender and identity salience effects on sustainable consumption: Gender, identities and sustainable consumption". International Journal of Consumer Studies. 38 (5): 540–549. doi:10.1111/ijcs.12114.
- Calef, David; Goble, Robert (1 March 2007). "The allure of technology: How France and California promoted electric and hybrid vehicles to reduce urban air pollution". Policy Sciences. 40 (1): 1–34. doi:10.1007/s11077-006-9022-7.
- Connolly, John; Prothero, Andrea (March 2008). "Green Consumption: Life-politics, risk and contradictions". Journal of Consumer Culture. 8 (1): 117–145. doi:10.1177/1469540507086422.
  - A. Greening, Lorna; Greene, David L.; Difiglio, Carmen (June 2000). "Energy efficiency and consumption — the rebound effect — a survey". Energy Policy. 28 (6–7): 389–401. doi:10.1016/S0301-4215(00)00021-5.
- Elliott, Rebecca (June 2013). "The taste for green: The possibilities and dynamics of status differentiation through 'green' consumption". Poetics. 41 (3): 294–322. doi:10.1016/j.poetic.2013.03.003.
- Ertz, Myriam; Karakas, Fahri; Sarigöllü, Emine (October 2016). "Exploring pro-environmental behaviors of consumers: An analysis of contextual factors, attitude, and behaviors". Journal of Business Research. 69 (10): 3971–3980. doi:10.1016/j.jbusres.2016.06.010.
- Farbotko, Carol; Head, Lesley (December 2013). "Gifts, sustainable consumption and giving up green anxieties at Christmas". Geoforum. 50: 88–96. doi:10.1016/j.geoforum.2013.08.004.
- Goworek, Helen (8 March 2011). "Social and environmental sustainability in the clothing industry: a case study of a fair trade retailer". Social Responsibility Journal. 7 (1): 74–86. doi:10.1108/17471111111114558.
- Haws, Kelly L.; Winterich, Karen Page; Naylor, Rebecca Walker (July 2014). "Seeing the world through GREEN-tinted glasses: Green consumption values and responses to environmentally friendly products". Journal of Consumer Psychology. 24 (3): 336–354. doi:10.1016/j.jcps.2013.11.002.
- Heiskanen, Eva; Pantzar, Mika (1 December 1997). "Toward Sustainable Consumption: Two New Perspectives". Journal of Consumer Policy. 20 (4): 409–442. doi:10.1023/A:1006862631698.
- Jim, C. Y. (1 December 2013). "Sustainable urban greening strategies for compact cities in developing and developed economies". Urban Ecosystems. 16 (4): 741–761. doi:10.1007/s11252-012-0268-x.
- Saxena, Ravindra P.; Khandelwal, Pradeep K. (29 June 2012). "Greening of industries for sustainable growth: An exploratory study on durable, non‐durable and services industries". International Journal of Social Economics. 39 (8): 551–586. doi:10.1108/03068291211238437.
- "Green: The Latest Fashion in Building for 2008". Buildings.
- A. Magnani, 2014, Moda green più competitiva, nòva, IL SOLE 24ORE
- 978-1-4039-7376-4
- Moisander, Johanna; Pesonen, Sinikka (May 2002). "Narratives of sustainable ways of living: constructing the self and the other as a green consumer". Management Decision. 40 (4): 329–342. doi:10.1108/00251740210426321.
- Spaargaren, G; Mol, A (August 2008). "Greening global consumption: Redefining politics and authority". Global Environmental Change. 18 (3): 350–359. doi:10.1016/j.gloenvcha.2008.04.010.
- Olli, Eero; Grendstad, Gunnar; Wollebaek, Dag (March 2001). "Correlates of Environmental Behaviors: Bringing Back Social Context". Environment and Behavior. 33 (2): 181–208. doi:10.1177/0013916501332002.
- Peattie, Ken (21 November 2010). "Green Consumption: Behavior and Norms". Annual Review of Environment and Resources. 35 (1): 195–228. doi:10.1146/annurev-environ-032609-094328.
- "The Greening of Wal-Mart - Jonathan Rowe".
- R. Sassatelli، ۲۰۰۷، فرهنگ مصرف کننده. تاریخ، نظریه و سیاست ، انتشارات SAGE
- Seyfang, Gill (May 2007). "Growing sustainable consumption communities: The case of local organic food networks". International Journal of Sociology and Social Policy. 27 (3/4): 120–134. doi:10.1108/01443330710741066.
- Steg, Linda; Vlek, Charles (September 2009). "Encouraging pro-environmental behaviour: An integrative review and research agenda" (PDF). Journal of Environmental Psychology. 29 (3): 309–317. doi:10.1016/j.jenvp.2008.10.004.
- Thongplew, Natapol; van Koppen, C.S.A. (Kris); Spaargaren, Gert (July 2014). "Companies contributing to the greening of consumption: findings from the dairy and appliance industries in Thailand". Journal of Cleaner Production. 75: 96–105. doi:10.1016/j.jclepro.2014.03.076.
- 978-0-85785-798-9